# ابن ريذة
الشيخ العالم، الأديب، الرئيس، مسند العصر، أبو بكر، محمد بن عبد الله بن أحمد بن إبراهيم بن إسحاق بن زياد الأصبهاني، التاجر، المشهور بابن ريذة. وهو آخر من بقي من أصحاب الطبراني، عمر دهرا، وتفرد في الدنيا. ولد في سنة ست وأربعين وثلاثمائة. قال يحيى بن منده: كان أحد الوجوه، ثقة أمينا، وافر العقل، كامل الفضل، مكرما لأهل العلم، حسن الخط، يعرف طرفا من النحو واللغة، قرئ عليه الحديث مرات لا أحصيها بالبلد. توفي في شهر رمضان سنة أربعين وأربعمائة وله أربع وتسعون سنة.

## روايته للحديث النبوي
- سمع «معجمي» الطبراني: الأكبر والأصغر. و«الفتن» لنعيم بن حماد، من أبي القاسم الطبراني.
- حدث عنه خلق لا يحصون، منهم: أبو العلاء محمد بن الفضل الكاغدي، وأخوه أبو بكر، ومحمد بن عمر بن عزيزة، والصدر محمد بن جهاربختان، ومحمد بن أبي الفرج الملحمي، ومحمد بن مردويه الصباغ، وأبو الفتح محمد بن عبد الله الخرقي، وأبو طاهر محمد بن الفضل الشرابي، وأحمد بن محمد النجار الأصم، وأبو غالب أحمد بن العباس الكوشيذي ومحمد بن إبراهيم بن شذرة، والحافظ يحيى بن عبد الوهاب بن منده، ومعمر بن أحمد اللنباني، وهادي بن الحسن العلوي، والمقرئ أبو علي الحداد، وأبو عدنان محمد بن إبراهيم العبدي، وأبو عدنان محمد بن أحمد بن أبي نزار، ومحمد بن الفضل القصار الزاهد، وأبو الرجاء أحمد بن عبد الله بن ماجه، ونوشروان بن شيرزاذ الديلمي، وطلحة بن حسين بن أبي ذر الصالحاني، وحمد بن علي المعلم، والهيثم بن محمد المعداني، وفاطمة بنت عبد الله الجوزدانية.